# Myrmeleon (Myrmeleon) rusticus
Myrmeleon (Myrmeleon) rusticus is een insect uit de familie van de mierenleeuwen (Myrmeleontidae), die tot de orde netvleugeligen (Neuroptera) behoort. 
Myrmeleon (Myrmeleon) rusticus is voor het eerst wetenschappelijk beschreven door Hagen in 1861.